# Brandon Bays
Brandon Bays (* 21. August 1953) ist eine US-amerikanische Lehrerin und Autorin. Sie entwickelte die pseudowissenschaftliche Methode The Journey (dt. ‚Die Reise‘).

## Leben
Brandon Bays erkrankte nach eigenen Angaben 1992 an einem Tumor. Anschließend will sie sich auf eine „Heilungsreise“ begeben haben, in deren Verlauf sich der Tumor zurückgebildet haben soll. Sie arbeitete mehr als zehn Jahre lang mit Anthony Robbins zusammen und leitete weltweit Seminare in den Bereichen ganzheitlicher Gesundheit und Bewusstseinsentwicklung. Da sie den vorgeblichen Tumor als Prüfung für ihre Überzeugungen ansah, begab sie sich auf eine „Reise nach innen“, um sich mit den seelischen Verletzungen ihrer Kindheit auseinanderzusetzen. Aus dieser Erfahrung entwickelte sie die Methode „The Journey“.
Brandon Bays lebt in Wales, Großbritannien, und vermarktet „The Journey“ weltweit.

## The Journey
The Journey ist eine geführte innere Reise mit dem Ziel, unverarbeitete Situationen, Verletzungen und Blockaden zu lösen.
Grundannahme ist, dass es im Leben schmerzhafte Ereignisse gab, die dazu geführt haben, sich auf individuellen Gebieten zu verschließen um eine Wiederholung zu vermeiden. Das schränkt den persönlichen Handlungsspielraum im täglichen Leben ein und kann als Gefühl der Unfreiheit oder Enge erlebt werden. Es wird davon ausgegangen, dass auch körperliche Symptome ein Hinweis auf unverarbeitete Ereignisse in der persönlichen Geschichte sein können.
In einem Journey-Prozess werden diese Schlüsselerlebnisse aufgedeckt, Gedanken und Gefühle ausgedrückt, um ein Loslassen und Frieden schließen mit der Situation und den daran beteiligten Personen zu ermöglichen. Dieses hat erfahrungsgemäß auch eine anregende Wirkung auf die Selbstheilungskräfte des Körpers. Das Frieden schließen mit Menschen und Ereignissen soll außerdem Stress und Anspannung verringern und ein Gefühl von Zufriedenheit und Freude im Alltag ermöglichen. The Journey ist anwendbar unabhängig von konfessionellem, ethnischem oder sozialem Hintergrund.

### Journey Outreach
Journey Outreach ist eine 2004 gegründete Internationale Wohltätigkeitsorganisation. Sie setzt sich unentgeltlich für Menschen ein, deren Leben durch Katastrophen, lebensgefährliche Krankheiten, AIDS, kulturelle Unterdrückung, Traumata, suizidale Tendenzen, Missbrauch von Substanzen, mentalen, physischen oder sexuellen Missbrauch beeinträchtigt wurde. Unter anderem bietet sie Unterstützung durch unentgeltliche Journey-Prozesse zur Verarbeitung von Traumata und äußerst schwieriger Lebensumstände an.
Journey Outreach bietet unter anderem Hilfe in Gefängnissen, Waisenhäusern, Krankenhäusern, Schulen und Einrichtungen für Menschen mit Behinderungen. Derzeit werden Projekte in Botswana, Kenia, Namibia, Tansania, Südafrika, Indien und bei den Ureinwohnern Kanadas, Australiens und Neuseelands unterstützt.

## Werke
- The Journey – Der Highway zur Seele. Ullstein, Berlin 2004, ISBN 3-548-74091-X.
- In Freiheit leben – Aufbruch zum wahren Selbst. Allegria, Berlin 2006, ISBN 3-7934-2039-6.
- The Journey for Kids – Befreiung von Ängsten und traumatischen Erinnerungen. Koha, Burgrain 2005, ISBN 3-936862-65-6.
- The Journey – Bewusstsein als neue Währung. Allegria, Berlin 2009, ISBN 978-3-7934-2172-6.
- Living the Journey - 13 Geschichten wie The Journey Ihr Leben verändern kann. Allegria, Berlin 2011, ISBN 978-3-548-74546-6